# Nepinae
Sous-famille
Les Nepinae sont une sous-famille d'insectes aquatiques, de l'infra-ordre des hétéroptères (punaises) et de la famille des Nepidae.

## Description
Les Nepinae ont généralement le corps aplati, de couleur brun verdâtre à grisâtre (sauf le dessus de l'abdomen parfois rouge), en forme de navette allongée avec à l'extrémité de l'abdomen un organe respiratoire en tube plus ou moins long (siphon respiratoire). On distingue cette sous-famille de celle des Ranatrinae par le fait que les segments ventraux de l'abdomen sont plats et visibles, et non concaves et en partie cachés. La plaque sous-génitale des femelles est courte et large et ne dépasse pas l'apex de l'abdomen, ou, lorsqu'elle est triangulaire, n'est pas carénée. La distance entre les hanches (coxae) médianes est supérieure au diamètre d'une de ces hanches. Elles ont les pattes antérieures ravisseuses (avec le tibia qui se replie sur le fémur).   
Leur aspect général fait penser à des scorpions, d'où leur nom anglais de « water scorpions », « scorpions d'eau », bien que l’appendice caudal soit un organe respiratoire.   

## Répartition et habitat
Les Nepinae se rencontre surtout dans les régions paléotropicales (en Afrique et dans la zone indomalaise). On rencontre seulement trois à quatre genres sur le continent américain (Nepa, Curicta et Telmatotrephes, peut-être Laccotrephes), presque toutes néotropicales (trois espèces seulement en Amérique du Nord, deux Curicta et une Nepa).  On rencontre également un genre dans la région australasienne (Laccotrephes) et quelques espèces paléarctiques. 
En Europe, seules trois espèces se rencontrent, du genre Nepa.
Les Nepinae sont aquatiques, et se rencontre dans les eaux calmes ou stagnantes peu profondes, dans le fond boueux, où elles attendent leurs proies.

## Biologie
Elles sont prédatrices et chassent à l'affût. Elles saisissent leurs proies par leurs pattes avant ravisseuses.

## Systématique
Un taxon supragénérique pour le genre Nepa a été reconnu dès 1802 par l'entomologiste français Pierre-André Latreille. La sous-famille actuelle des Nepinae est définie à partir de Menke et Stange en 1964, puis par Lansbury en 1974 et Štys et Jansson en 1988, avec les deux tribus des Curictini et des Nepini, mais des classifications alternatives ont été proposées : José De Carlo (1964 et 1967) a estimé que les Nepinae devaient être élevés au rang de famille (donc sans les Ranatrinae), et Curicta placé dans une sous-famille séparée, les Curictinae, et considérée comme intermédiaire entre les Nepinae et les Ranatrinae. Mahner (1993) suit De Carlo et estime que les Nepinae sont paraphylétiques et que le genre Curicta devait en être séparé et former une sous-famille séparée au sein des Nepidae. Cette question n'est pas encore tranchée,. 
Au total, la sous-famille compte deux tribus, dix genres (dont six sont monotypiques) et environ 110 espèces. 

### Fossiles
Des fossiles ont été retrouvés dans les genres actuels Nepa (deux espèces éteintes, remontant jusqu'à −38 millions d'années, du Priabonien, à la fin de l'Éocène) et Laccotrephes (une espèce actuelle, L. robustus, vieux de -20 à −16 millions d'années, du Burdigalien, au Miocène).
Les genres fossiles †Araripenepa et †Cratonepa sont parfois placés dans les Nepinae (comme selon BioLib (20 février 2023)), mais le site Paleobiology Database les place respectivement dans les Nepidae, hors des Nepinae, et les Nepoidea, hors des Nepidae.

### Liste des tribus et des genres
Selon BioLib (20 février 2023), corrigé à partir de Paleobiology Database :
- tribu Curictini Menke & Stange, 1964
  - genre Curicta Stål, 1861
- tribu Nepini Latreille, 1802
  - genre Borborophilus Stål, 1865
  - genre Borborophyes Stål, 1870
  - genre Laccotrephes Stål, 1866
  - genre Montonepa Lansbury, 1973
  - genre Nepa Linnaeus, 1758
  - genre Nepella Poisson, 1947
  - genre Nepitella Štys & Jansson, 1988
  - genre Paranepa Poisson, 1965
  - genre Telmatotrephes Stål, 1854

## Galerie

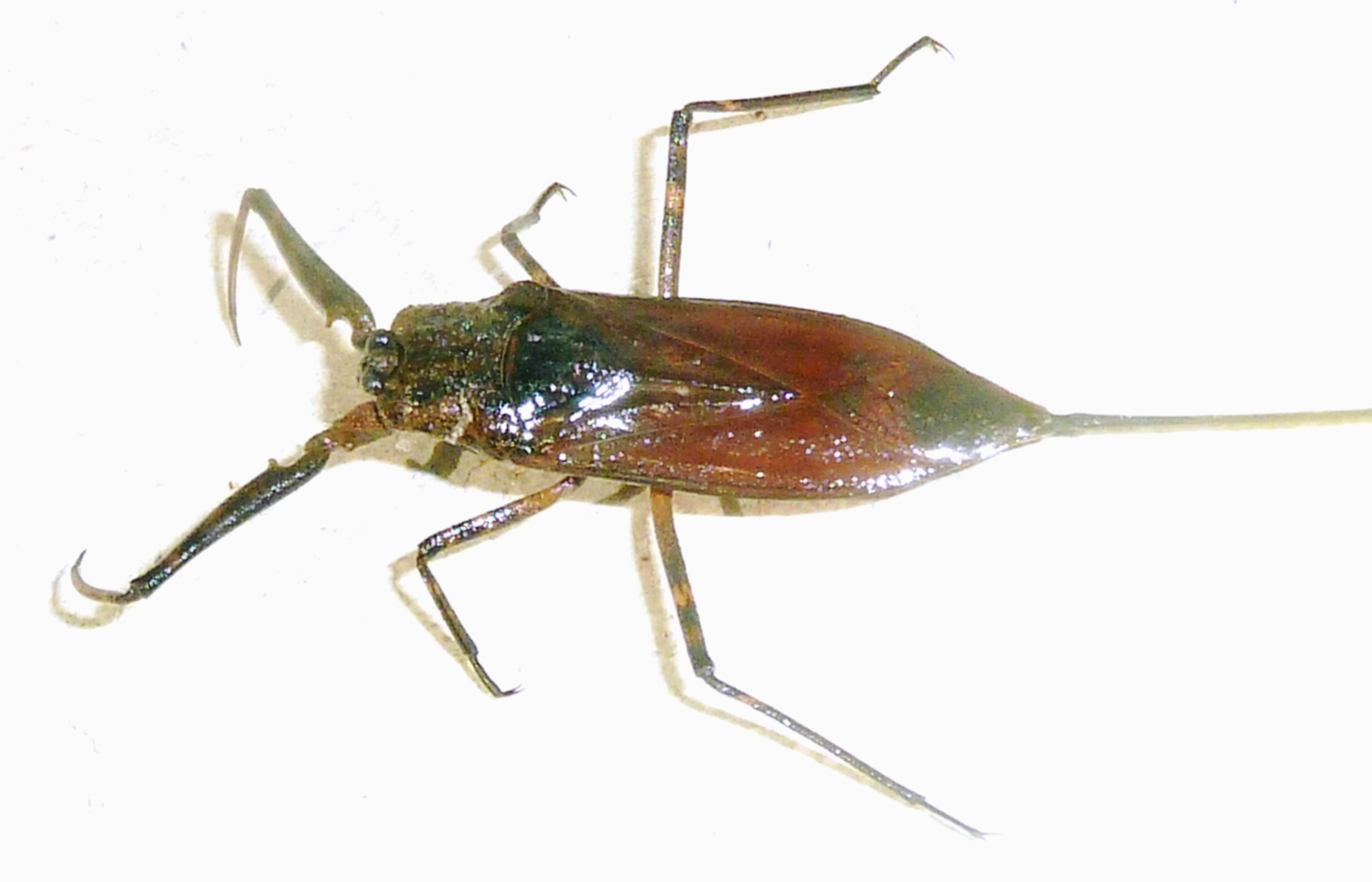
Nepini: Laccotrephes fuscus (synonyme: L. brachialis), espèce africaine.
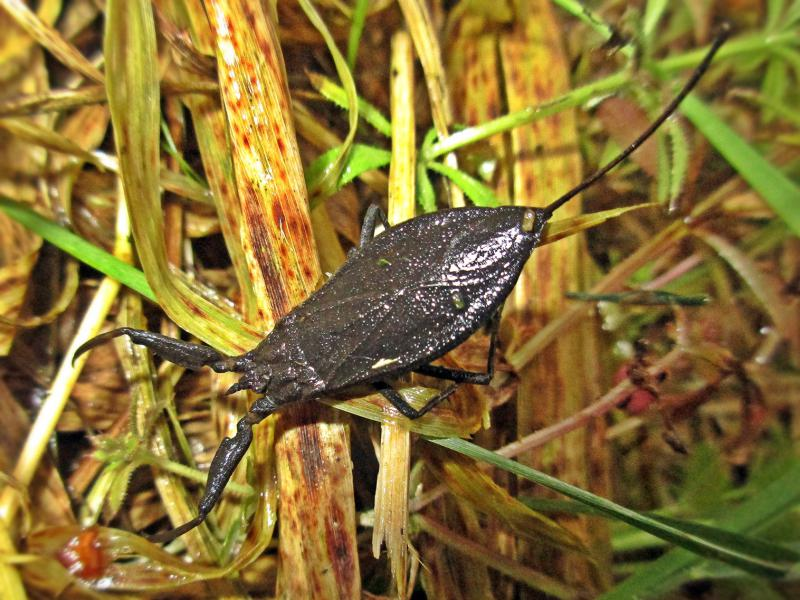
Nepini: Nepa cinerea (Pays-Bas).
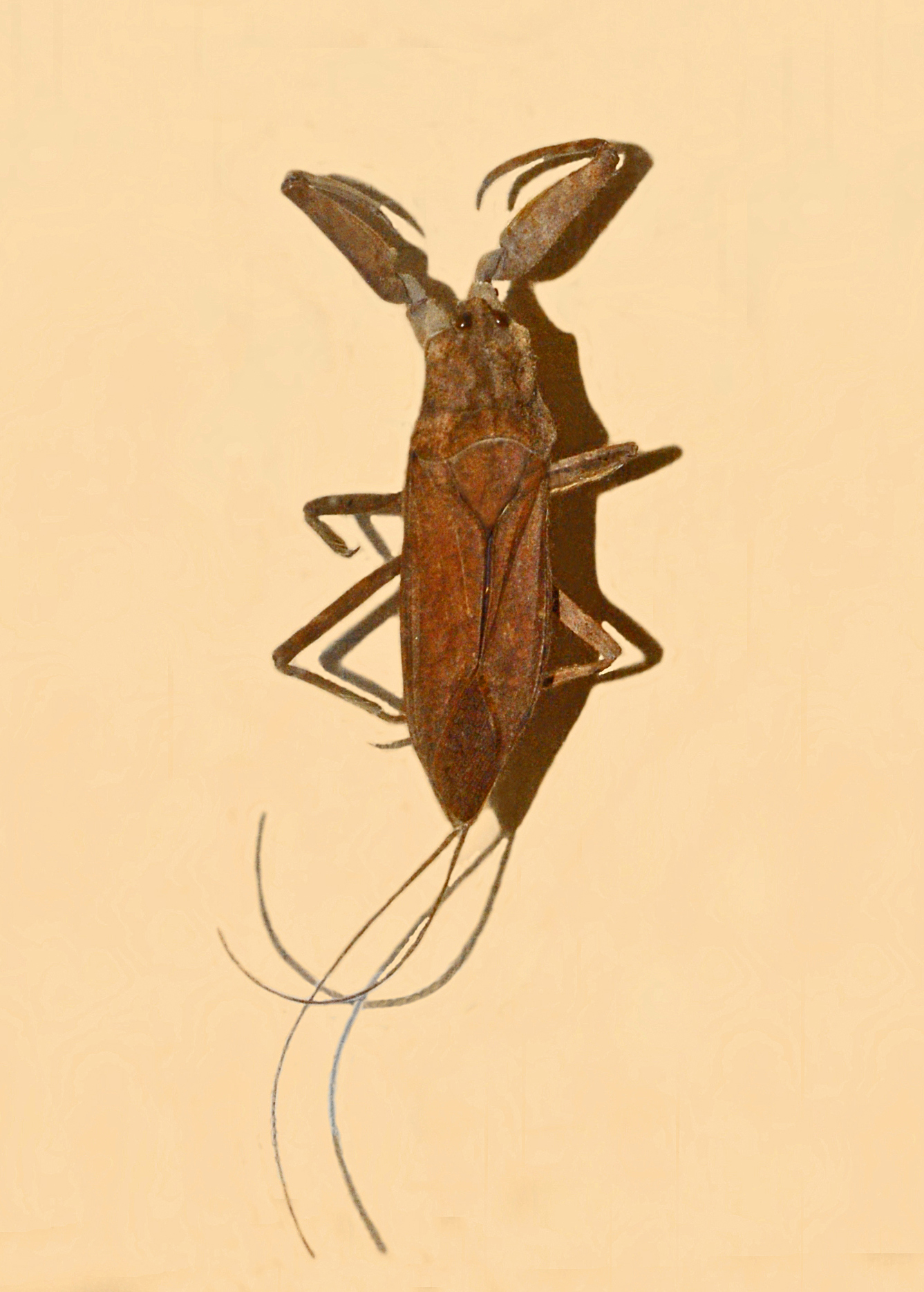
Nepini: Laccotrephes pfeiferiae, espèce indomalaise.
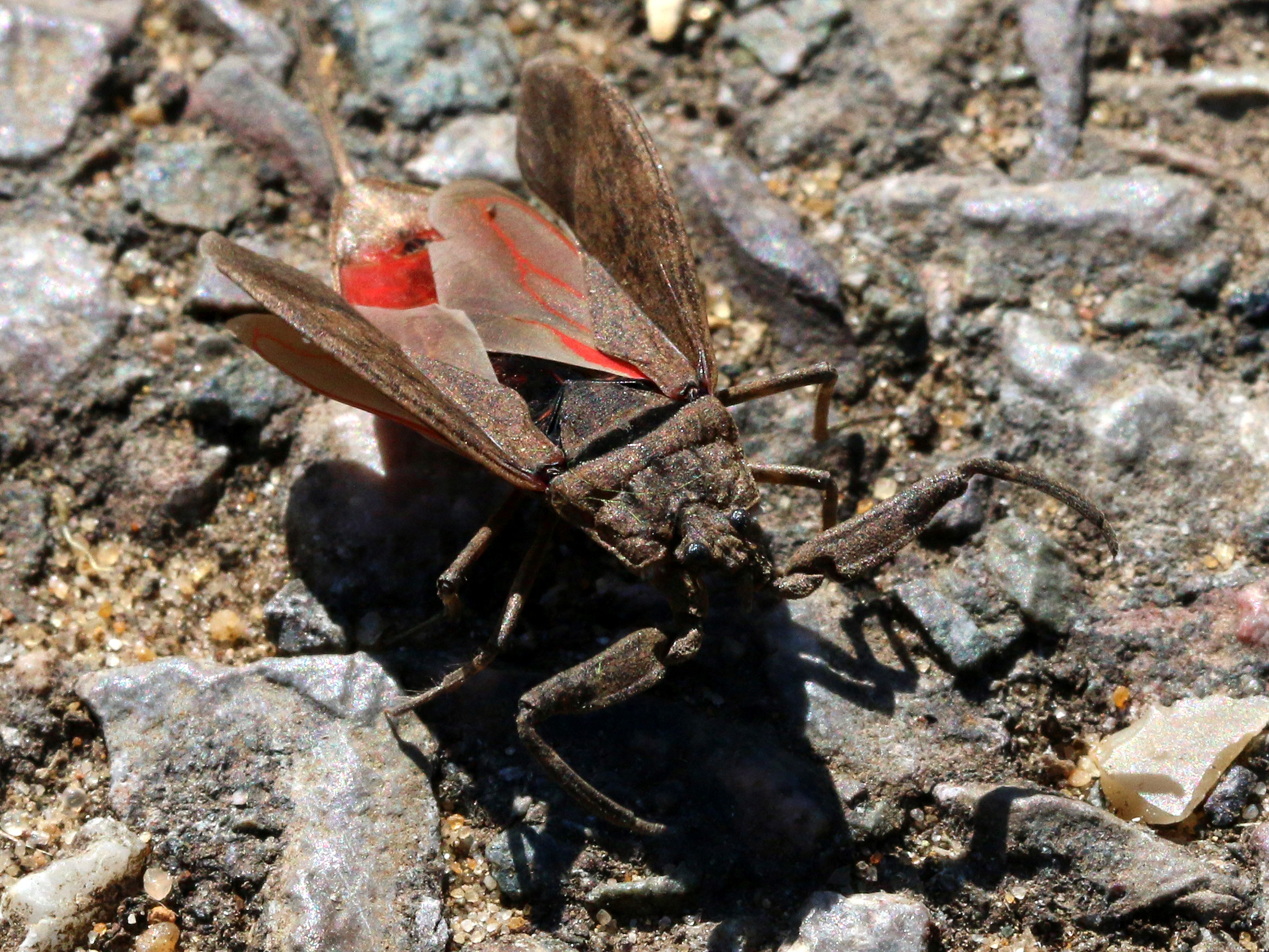
Nepa cinerea avec les ailes ouvertes montrant la couleur rouge de son abdomen.
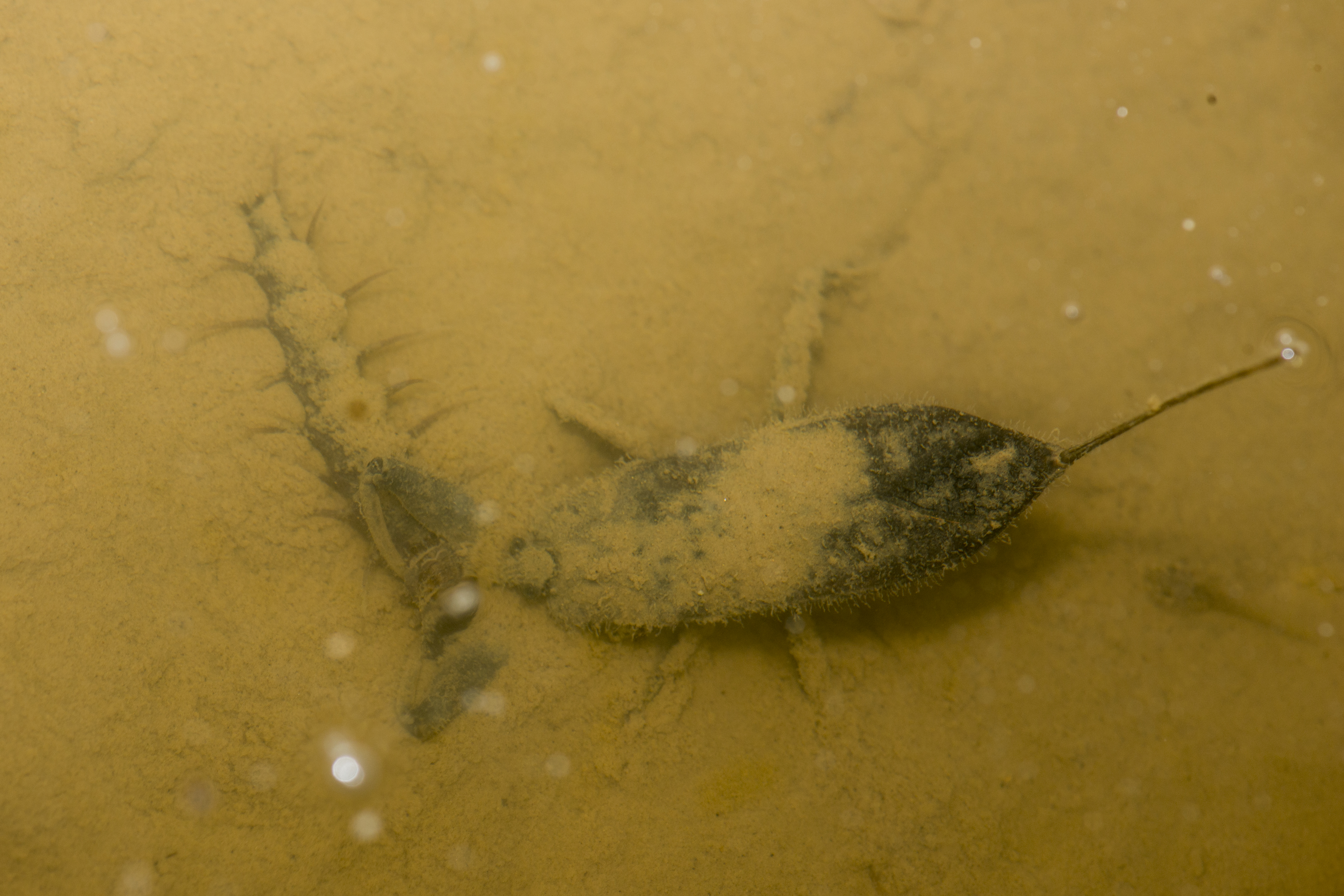
Un Laccotrephes dans son milieu, avec une proie, et le siphon respiratoire relié à la surface.